# Тазовский район
Та́зовский райо́н (нен. Тасу’ Ява") — административно-территориальная единица (район) и муниципальное образование (муниципальный округ, с 2005 до 2021 гг. — муниципальный район) в составе Ямало-Ненецкого автономного округа Российской Федерации.
Административный центр — посёлок Тазовский.

## География
Расположен за Полярным кругом, на северо-востоке ЯНАО. Граничит с Пуровским, Надымским, Красноселькупским районами, через Обскую губу граничит с Ямальским районом. На востоке граничит с Красноярским краем
Площадь территории — 174 343,92 км². 
Большая часть района располагается на Гыданском полуострове. Юго-запад района охватывает северо-восточную часть Тазовского полуострова. Помимо этого, к району относятся прилегающие острова Карского моря: Олений, Шокальского, Вилькицкого, Неупокоева, а также острова в дельте реки Таз и Тазовской губы.
Важное транспортное значение в районе имеют реки и заливы: Таз, Обская губа, Гыданская губа, Тазовская губа. Навигация длится с июля по сентябрь.
Самые крупные реки района — Таз, Танама, Мессояха, Юрибей. Районный центр посёлок Тазовский расположен в 200 километрах севернее Полярного круга.

## История
Район образован 10 декабря 1930 года.
Освоение этой территории началось ещё в XVI веке, после походов Ермака, а первое поселение было основано в 1601 году на берегу реки Таз и получило название Мангазея (по местному энецкому племени монкаси). К середине века поселение начало приходить в упадок из-за опустошительных пожаров, проблем с продовольственным снабжением и сокращения популяции пушных зверей в регионе. В 1672 году поселение было перенесено на реку Турухан.
С 50-х годов XIX века свою деятельность в районе начали вести сургутские купцы, организовав промысловое рыболовство, на первых порах задействуя местное население. В 1883 году в устье Тазовской губы была организована фактория Хальмер-Седэ (ненецк. Сопка покойников).
Первая советская фактория появилась в 1920 году. Фактория заняла национализированное рыбопромысловое заведение купцов Плотниковых.
До 1923 года территория нынешнего района входила в состав Енисейской губернии, а в 1923 году перешла в состав Уральской области. С апреля 1924 года по октябрь 1924 года была проведена перепись населения района. 10 декабря 1930 года ВЦИК РСФСР принял решение об организации Ямальского (Ненецкого) национального округа в составе Уральской области, с центром в селении Обдорском. Одновременно был создан Тазовский район с центром в Хальмер-Седэ.
После принятия решения об организации национального округа на месте фактории Хальмер-Седэ вырос посёлок. К началу 1939 года здесь проживали 1937 человек. Из них чуть больше половины были рабочими и служащими, остальные были членами их семей.
Основным предприятием райцентра был Тазовский рыбозавод, организованный в 1931 году.
- 4 июня 1946 года Гыдоямский и Таранский сельсоветы переданы в Тазовский район.
- 1 февраля 1949 года районный центр — село Хальмер-Седэ — переименован в Тазовское.
- 3 октября 1959 года Таранский сельсовет упразднён.
- В 1961 году на месте нынешнего посёлка Газ-Сале высадился первый десант геологоразведчиков, началось бурение поисковой скважины № 1, а 27 сентября 1962 года на этой скважине уже получен первый газ бригадой мастера Н. И. Рындина.
- В конце 1962 года открыто Тазовское месторождение газа. Решением Тюменского облисполкома от 29 июня 1964 года село Тазовское отнесено к категории рабочих посёлков, Тазовский сельсовет упразднён.
- 24 января 1968 года Ямбургский сельсовет переименован в Находкинский.
- 28 февраля 1975 года образован Газсалинский сельсовет.
- 12 октября 1976 года Гыдоямский сельсовет переименован в Гыданский.
- 1 апреля 1977 года упразднён Тибейсалинский сельсовет.
- 16 июня 1998 года утверждён герб Тазовского района.

## Население
| 1939    | 1959    | 1970    | 1979    | 1989    | 2002    | 2009    |
| ------- | ------- | ------- | ------- | ------- | ------- | ------- |
| 4939    | ↗6994   | ↗9381   | ↗12 717 | ↗18 515 | ↘15 600 | ↗17 486 |
| 2010    | 2011    | 2012    | 2013    | 2014    | 2015    | 2016    |
| ↘16 537 | ↗16 581 | ↗17 198 | ↗17 603 | ↘17 162 | ↗17 242 | ↗17 478 |
| 2017    | 2018    | 2019    | 2020    | 2021    |         |         |
| ↘17 251 | ↘17 235 | ↗17 405 | ↗17 549 | ↗17 723 |         |         |

Часть населения являются кочевниками и живут вне населённых пунктов.

### Национальный состав
По данным Всероссийской переписи населения 2010 года:
| Национальность | Численность (чел.) | % от всего | % от указавших |
| Ненцы          | 8871               | 53,64%     | 54,24%         |
| Русские        | 4992               | 30,19%     | 30,52%         |
| Украинцы       | 779                | 4,71%      | 4,76%          |
| Татары         | 505                | 3,05%      | 3,09%          |
| Ногайцы        | 162                | 0,98%      | 0,99%          |
| Азербайджанцы  | 158                | 0,96%      | 0,97%          |
| Чуваши         | 129                | 0,78%      | 0,79%          |
| Белорусы       | 79                 | 0,48%      | 0,48%          |
| Кумыки         | 72                 | 0,44%      | 0,44%          |
| Марийцы        | 70                 | 0,42%      | 0,43%          |
| Башкиры        | 69                 | 0,42%      | 0,42%          |
| Другие         | 468                | 2,83%      | 2,86%          |
| Указали        | 16354              | 98,89%     | 100,00%        |
| Не указали     | 183                | 1,11%      |                |
| Всего          | 16537              | 100,00%    |                |

## Муниципальное устройство

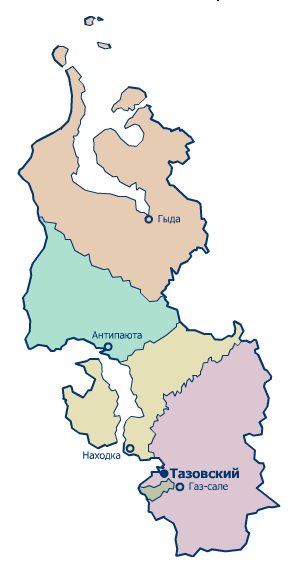
Сельские поселения Тазовского района в 2005—2020 гг.

В рамках организации местного самоуправления в границах района функционирует муниципальный округ Тазовский район.
Ранее в 2005—2020 гг. в существовавший в этот период муниципальный район входили 5 муниципальных образований со статусом сельского поселения, а также 1 межселенная территория без статуса поселений:
| №        | Муниципальное образование | Административный центр | Количество населённых пунктов | Население (чел.) | Площадь (км²) |
| -------- | ------------------------- | ---------------------- | ----------------------------- | ---------------- | ------------- |
| 1e-06    | Сельское поселение        |                        |                               |                  |               |
| 1        | посёлок Тазовский         | посёлок Тазовский      | 1                             | ↗8441            | 41,37         |
| 2        | село Антипаюта            | село Антипаюта         | 1                             | ↗2727            | 4,83          |
| 3        | село Газ-Сале             | село Газ-Сале          | 1                             | ↘1692            | 8,34          |
| 4        | село Гыда                 | село Гыда              | 1                             | ↘3610            | 3,03          |
| 5        | село Находка              | село Находка           | 1                             | ↘1133            | 4,54          |
| 5.000002 | Межселенная территория    |                        |                               |                  |               |
| 5.000003 | межселенная территория    |                        | 4                             | ↗711             |               |

Законом от 23 апреля 2020 года, все сельские поселения и межселенная территория вместе с муниципальным районом упразднены и преобразованы путём объединения в муниципальный округ Тазовский район.

## Населённые пункты
В район входят 9 сельских населённых пунктов:
| № | Населённый пункт | Тип     | Население | Бывшее муниципальное образование / межселенная территория |
| - | ---------------- | ------- | --------- | --------------------------------------------------------- |
| 1 | Антипаюта        | село    | ↗2727     | село Антипаюта                                            |
| 2 | Гыда             | село    | ↘3610     | село Гыда                                                 |
| 3 | Матюй-Сале       | деревня | ↗8        | межселенная территория                                    |
| 4 | Находка          | село    | ↘1133     | село Находка                                              |
| 5 | Тадебя-Яха       | деревня | ↗29       | межселенная территория                                    |
| 6 | Тазовский        | посёлок | ↗8441     | посёлок Тазовский                                         |
| 7 | Тибей-Сале       | деревня | ↘19       | межселенная территория                                    |
| 8 | Юрибей           | деревня | ↗64       | межселенная территория                                    |

### Упразднённые населённые пункты
- 2006 год — деревни Мессо и Напалково[30].
- 2025 год — село Газ-Сале.

## Экономика

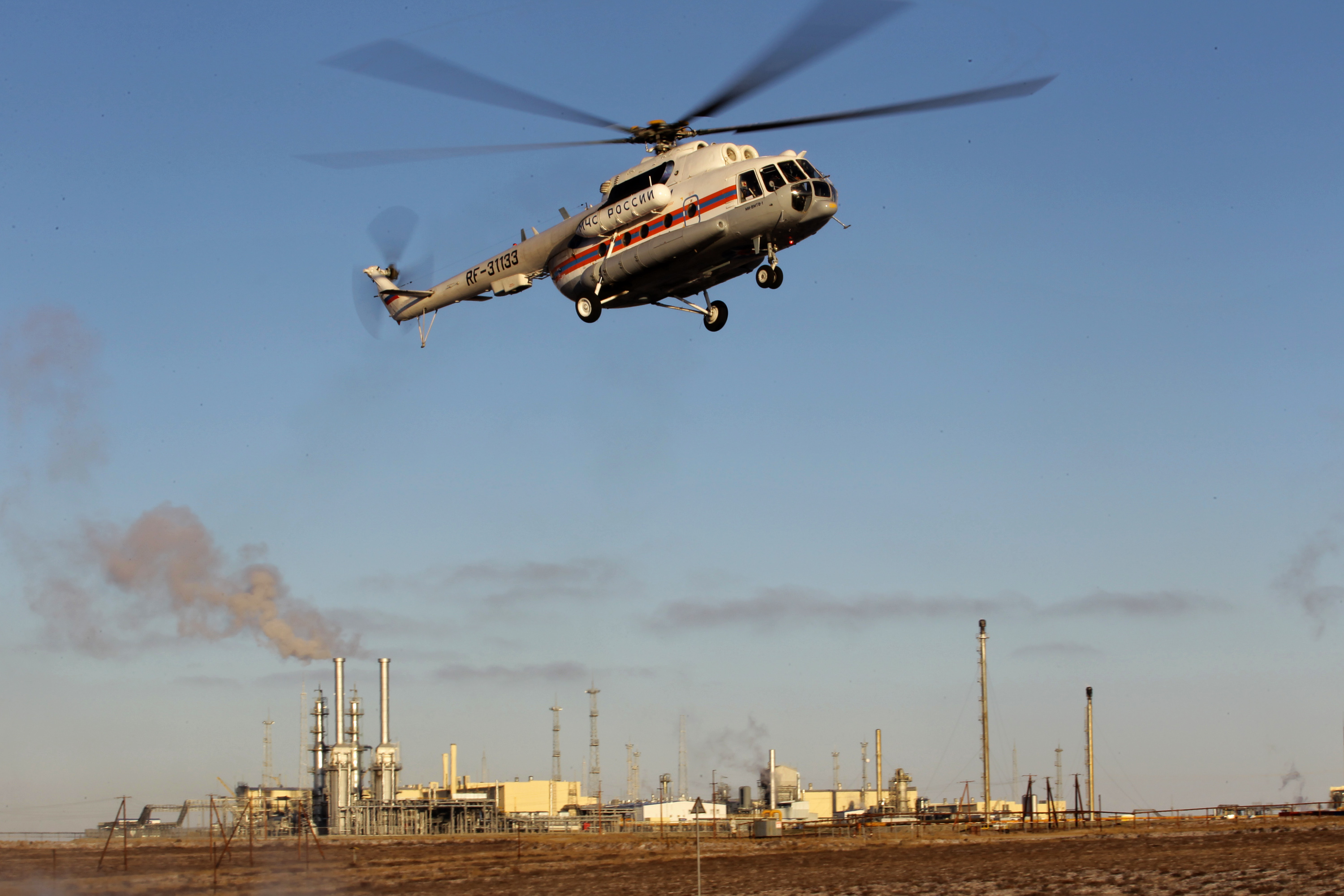
Юрхаровское газоконденсатное месторождение

В 1970-е годы в Тазовском районе разведана целая серия крупных газовых и газоконденсатных месторождений: Ямбургское, Заполярное, Юрхаровское, Семаковское, Находкинское, Антипаютинское, Северо-Уренгойское.

## Транспорт
- Единственной сухопутной магистралью, связывающей Тазовский район с большой землёй, является автомобильная дорога Коротчаево — поселок Уренгой — Новозаполярный — Тазовский. От последнего участка дороги действует ветка до села Газ-Сале.
- В период летней навигации по маршруту Салехард — Антипаюта курсирует пассажирский теплоход «Механик Калашников»
- Круглогодично работают авиарейсы «Тазовский — Находка — Антипаюта — Гыда» и «Тазовский — Новый Уренгой» вертолетов авиакомпаний ЮТэйр и Ямал.

## Культура и образование
На территории района расположено 5 учреждений полного среднего образования — Тазовская средняя школа, Тазовская школа-интернат, Газсалинская средняя школа, Антипаютинская и Гыданская средние школы-интернаты и 1 учреждение начального образования — Находкинская начальная школа. Также в районе работают Центр национальных культур, Дом детского творчества, Детская школа искусств, Детско-юношеский клуб физической подготовки, Центр культуры и досуга в райцентре и Детская музыкальная школа в поселке Газ-Сале. Районная библиотека.
Газета "Советское Заполярье". Представительство Тюменского государственного университета
В Центре национальных культур трудится ненецкая писательница Надежда Салиндер. На основе собранного этнокультурного материала в 2006 году в Салехарде издана поэтическая книга Эльдара Ахадова «Ненецкий пантеон», героями которой стали ненцы, в том числе и жители Тазовского района. На основе книги было создано театрализованное представление «Сотворение мира».

## Достопримечательности
- Тазовский районный краеведческий музей[33] в посёлке Тазовский, в котором находятся богатые коллекции предметов традиционного промысла и декоративно-прикладного искусства ненцев, а также экспозиции, посвящённые древнему поселению, располагавшемуся на территории соседнего района — Мангазее

## Археология
В районе Мамеева мыса в Тазовском районе обнаружены захоронения 10—14 веков и 3—5 веков.